# Большой Починок (Татарстан)
Большой Починок — деревня в Высокогорском районе Татарстана. Входит в состав Берёзкинского сельского поселения.

## География
Находится в северо-западной части Татарстана на расстоянии приблизительно 22 км на север по прямой от районного центра поселка Высокая Гора.

## История
Основана в первой половине XVII века, упоминалась также как Лубяной Мост.

## Население
Постоянных жителей было: в 1763—230 душ мужского пола, в 1859—413, в 1897—450, в 1908—632, в 1920—494, в 1938—524, в 1949—339, в 1958—254, в 1970—247, в 1989—108, 113 в 2002 году (русские 99 %), 94 в 2010.